# 후안 산티스테반
후안 산티스테반 트로야노(스페인어: Juan Santisteban Troyano, 1936년 12월 8일, 안달루시아 주 세비야 ~)는 스페인의 전 축구 미드필더이자 감독이다.

## 수상

### 선수
레알 마드리드
- 인터콘티넨털컵: 1960
- 유러피언컵: 1956–57, 1957–58, 1958–59, 1959–60
- 라 리가: 1956–57, 1957–58, 1960–61, 1963–64
- 코파 라티나: 1957

### 감독
스페인 U-23
- 지중해 게임: 2005

스페인 U-19
- UEFA U-19 축구 선수권 대회: 2007

스페인 U-17
- UEFA U-17 축구 선수권 대회
  - 우승: 2007, 2008
  - 준우승: 2003, 2004
- FIFA U-17 월드컵 준우승: 1991, 2003, 2007

스페인 U-16
- UEFA U-16 축구 선수권 대회:
  - 우승: 1991, 1997, 1999, 2001
  - 준우승: 1992, 1995